# Na'vi

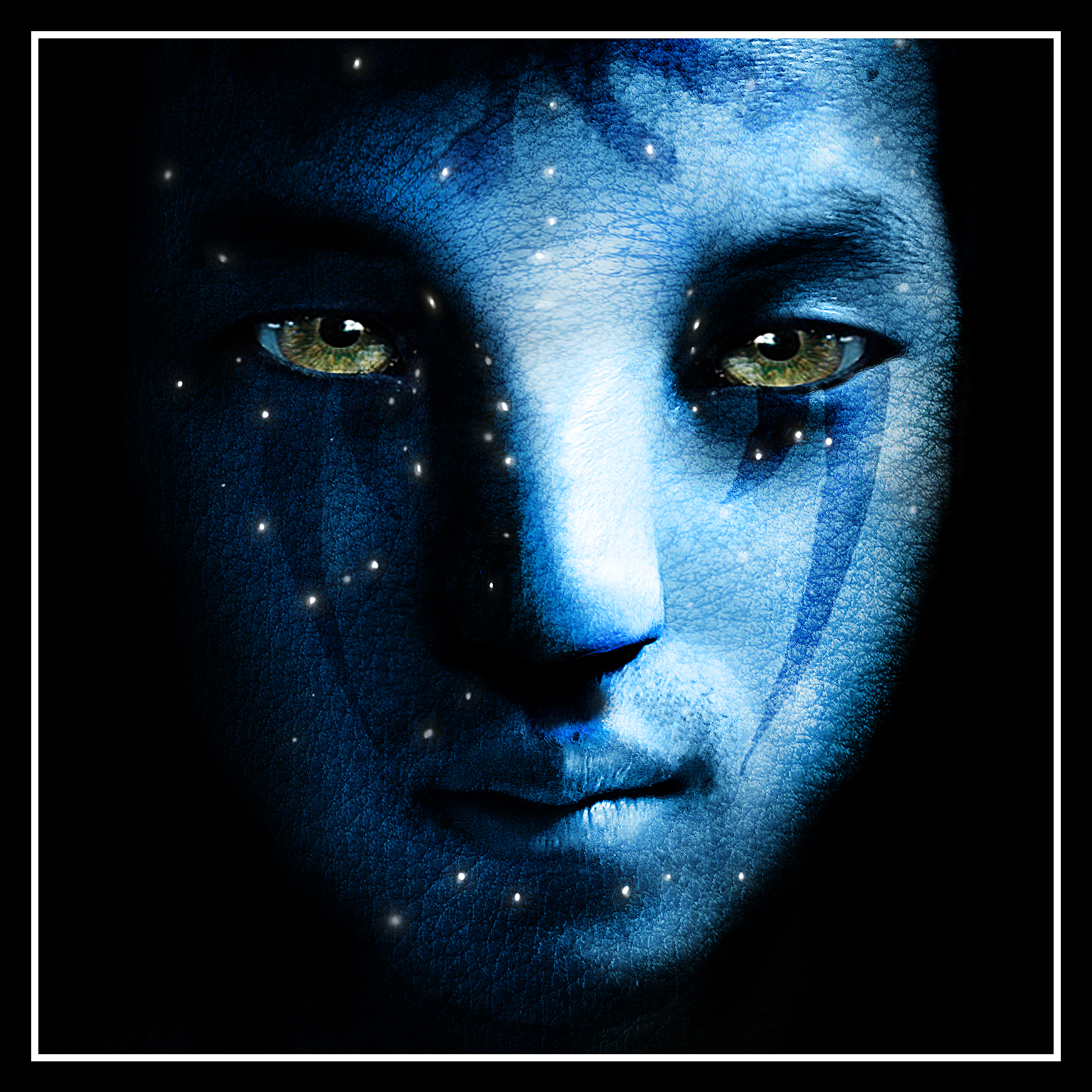
Na'vi

Na'vi, anebo též NA'Vi, představují vymyšlenou humanoidní mimozemskou rasu z veleúspěšného snímku Avatar (premiéra 18. prosince 2009, režie: James Cameron). Jako primitivní domorodý druh obývají měsíc Pandora, který obíhá plynného obra Polyphemus v souhvězdí Alpha Centauri vzdáleného přibližně 4,7 světelného roku od Země.

## Tělesná stavba
Na'vi jsou uzpůsobeni k životu v nebezpečné džungli a k přežití v pandorské divočině. Na rozdíl od lidí, pro které je zdejší atmosféra kvůli výskytu jedovatých plynů toxická, jim nedělá její dýchání sebemenší problémy. Muži jsou vysocí něco okolo 3 metrů, ženy o něco méně. V porovnání s člověkem je jejich postava nepoměrně užší. Lidem se podobají v tom, že jsou vybaveni párem očí, uší, horních i dolních končetin a dále nosem a ústy. Všechny tyto charakteristiky jsou ale od lidí odlišné. Na rukou a nohou mají jen čtyři prsty (v čemž se liší od lidmi vypěstovaných Avatarů, kteří vznikli smícháním DNA lidí a Na'ví, kteří jich mají pět). Jejich oči jsou velké se zelenou duhovkou, jejich nos evokuje představu kočky, jejich uši jsou zase špičaté a vzdáleně tak připomínají mytické elfy. Jejich tělo je pokryto modrou kůži s přírodními texturami, kterou si sami navíc ještě zdobí namalovanými obrazci a linkami. Na kůži mají bioluminiscentní receptory, malé azurově modré tečky, které jim umožňují za tmy matně světélkovat. Na'vi disponují černými vlasy, které jim pokrývají hlavu. Muži mají obvykle boky hlavy vyholené. Z hlavy jim splývá dolů zvláštní cop, který vlasy v mnohém připomíná, ale který je zakončen zvláštními nervovými receptory. Pomocí těchto receptorů jsou Na'vi schopni sdílet pocity a cítění anebo naopak předávat své myšlenky dalším organismům, které jsou schopny se napojit na tuto grandiózní celoplanetární síť. Může se jednat o stromy anebo zvířata, se kterými Na'vi soužijí a se kterými bojují. Na'vi jsou vybaveni rovněž dlouhým ocasem a jejich kosti jsou od přírody vyztuženy uhlíkovým vláknem.

## Životní styl
Na'vi žijí v oddělených kmenových společenstvích, která nejčastěji obývají monumentální a více než kilometr vysoké pandorské stromy. Žijí v symbióze s přírodou, ovládají očividně základní zpracování kovu, základní řemeslnou výrobu a přírodní léčitelství. Ovládli rovněž sílu zvířat, se kterými sdílí své pocity, případně na nich jezdí, či létají. Jejich nelehký život vedený uprostřed džungle je do značné míry spojen s bojem a válčením. Po příchodů lidí ze Země, které nazývají nebešťany, se snaží i nadále udržet svůj životní styl, i když je lidé (a zástupci společnosti RDA - Resource and Development Administration) učí anglicky a jejich přirozené prostředí pomalu provrtávají rozlehlými unobtaniovými doly. .

## Kultura a jazyk
Jak už bylo řečeno, Na'Vi jsou schopni komunikovat tím, že "zapojí" svůj cop do nervových zakončení dalších organismů. Aby se dospívající Na'vi stal plnohodnotným válečníkem, musí podstoupit nebezpečný přijímací rituál, během kterého musí zkrotit a spojit se s nebezpečným létajícím tvorem Ikran (lidé mu přezdívají Křikloun (Bunshee)). Během svého života je toto spojení užito i k tzv. "Tsahaylu," rituálu výběru partnera opačného pohlaví. Spojení už není možné po zbytek života přerušit.
Domorodci ve filmu hovoří uměle vytvořeným jazykem Na'vijštinou, vytvořeným profesorem lingvistiky na University of Southern California Paulem Frommerem. Na'vijština byla vytvořena jako nový umělý jazyk, který se nebude podobat žádnému pozemskému. Neobsahuje jen širokou slovní zásobu (přes 1000 uměle vytvořených slov), ale rovněž propracovaný systém gramatiky a syntaxe. Jazyku po stránce slovní stavby dominuje skládání, vsuvky, předpony a přípony. Když domorodí Na'vi komunikují s pozemšťany (které oni nazývají nebešťany), používají přitom lámanou a přerušovanou angličtinu (v českém dabingu češtinu).
Po stránce náboženství Na'vi uctívají mnoho duchů (například létající a zřejmě inteligentní semena posvátného stromu Vitraya Ramunong), kterým vévodí jediné centrální božstvo Eywa. S Eywou jsou schopni komunikovat napojením svého nervového zakončení na tzv. Strom duší. Podle jejich víry prochází Eywa vším živým na Pandoře, jejich život je od Eywy dočasně vypůjčen a po smrti se každý do Eywy navrátí. Do značné míry tak připomíná pozemskou buddhistickou filozofii. Doktorka Grace Augustinová, vedoucí projektu Avatar (Sigourney Weaver) se pokouší celé záhadě přijít na kloub za použití moderních vědeckých metod.